# فیلم‌شناسی رایان گاسلینگ

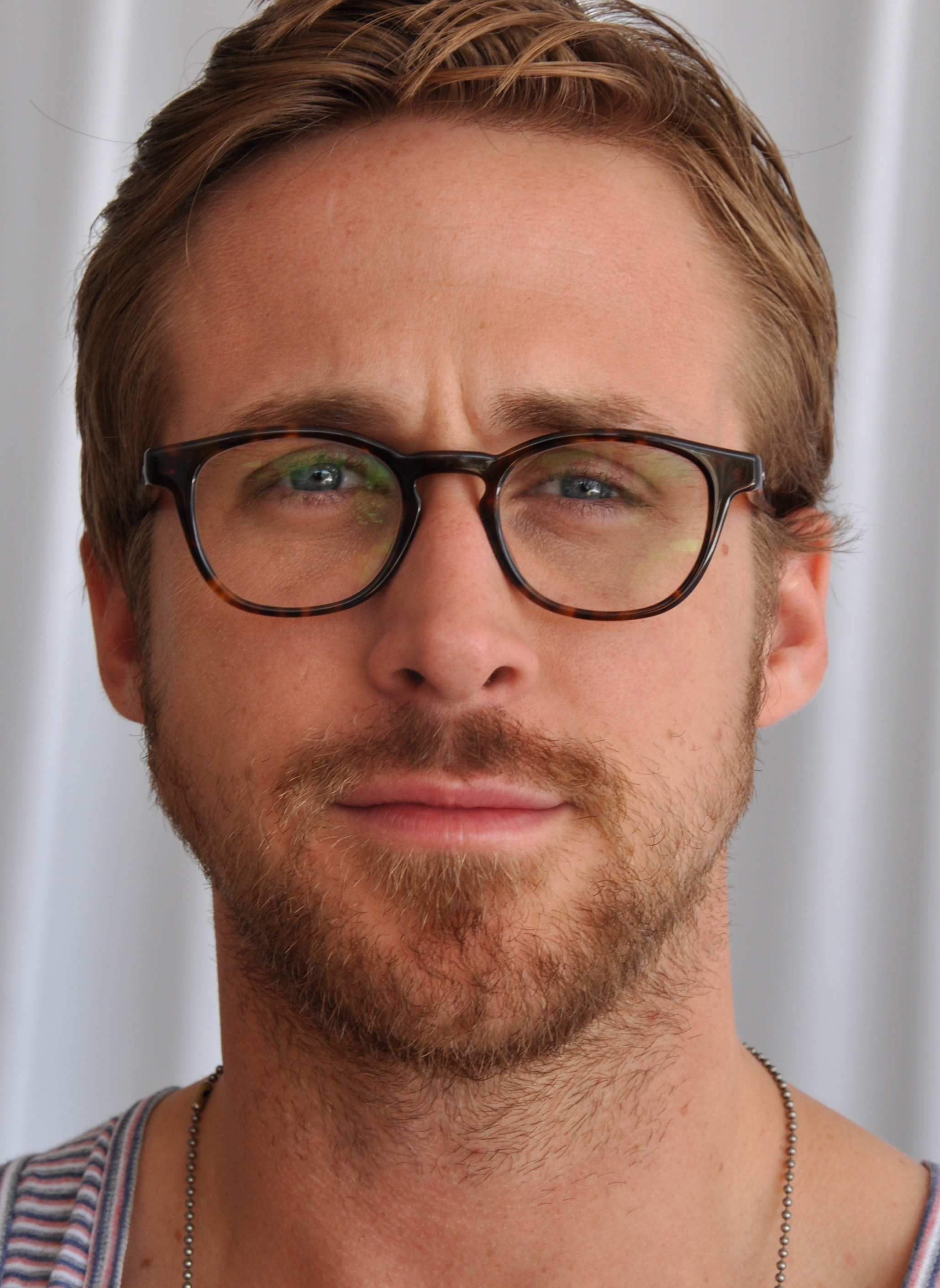
گاسلینگ در سال ۲۰۱۱

فیلم‌شناسی رایان گاسلینگ،‌ بازیگر کانادایی:

## فیلم
| به آثاری اشاره دارد که در حال حاضر منتشر نشده‌اند | به آثاری اشاره دارد که در حال حاضر منتشر نشده‌اند |

| سال  | عنوان                       | نقش                           | یادداشت                  | منابع |
| ---- | --------------------------- | ----------------------------- | ------------------------ | ----- |
| ۱۹۹۷ | فرانکنشتاین و من            | کنی                           |                          |       |
| ۲۰۰۰ | تایتان‌ها را به خاطر بسپارید | آلن بوسلی                     |                          |       |
| ۲۰۰۱ | مومن                        | دنی بالینت                    |                          |       |
| ۲۰۰۲ | قتل با اعداد                | ریچارد هایوود                 |                          |       |
| ۲۰۰۲ | قانون کشتار                 | روی چاتنی                     |                          |       |
| ۲۰۰۳ | ایالات متحده لیلاند         | للند فیتزجرالد                |                          |       |
| ۲۰۰۴ | دفترچه خاطرات               | نوا کالهون                    |                          |       |
| ۲۰۰۵ | بمان                        | هنری لتهام                    |                          |       |
| ۲۰۰۶ | نیمه نیلوفر                 | دن دان                        |                          |       |
| ۲۰۰۷ | شکست                        | ویلی                          |                          |       |
| ۲۰۰۷ | لارس و دختر واقعی           | لارس لیندستروم                |                          |       |
| ۲۰۱۰ | ولنتاین غمگین               | دین پریرا                     | همچین تهیه‌کننده اجرایی   |       |
| ۲۰۱۰ | همه چیزهای خوب              | دیوید مارک                    |                          |       |
| ۲۰۱۰ | تولد دوباره                 | راوی                          | مستند؛ همچنین تولیدکننده |       |
| ۲۰۱۱ | عشق، احمقانه، دیوانه‌وار     | جیکوب پالمر                   |                          |       |
| ۲۰۱۱ | رانندگی                     | راننده                        |                          |       |
| ۲۰۱۱ | نیمه ماه مارس               | استفان مایرز                  |                          |       |
| ۲۰۱۲ | مکانی آن سوی کاج‌ها          | لوک گلانتون                   |                          |       |
| ۲۰۱۳ | جوخه گانگستر                | جری                           |                          |       |
| ۲۰۱۳ | فقط خدا می‌بخشد              | جولیان                        | همچین تهیه‌کننده اجرایی   |       |
| ۲۰۱۳ | سایه سفید                   |                               | تهیه‌کننده اجرایی         |       |
| ۲۰۱۴ | رودخانه گمشده               | کارگردان، نویسنده و تهیه‌کننده |                          |       |
| ۲۰۱۵ | رکود بزرگ                   | جارد ونت                      |                          |       |
| ۲۰۱۶ | مردان خوب                   | هالند مارچ                    |                          |       |
| ۲۰۱۶ | لا لا لند                   | سپاستین وایلدر                |                          |       |
| ۲۰۱۷ | ترانه به ترانه              | بی وی                         |                          |       |
| ۲۰۱۷ | بلید رانر ۲۰۴۹              | افسر کی                       |                          |       |
| ۲۰۱۸ | نخستین انسان                | نیل آرمسترانگ                 |                          |       |
| ۲۰۲۲ | مرد خاکستری                 | کورت جنتری / سیرا سیکس        |                          |       |
| ۲۰۲۳ | باربی                       | کن                            |                          |       |
| ۲۰۲۴ | فال گای                     | کلت سیورز                     |                          |       |
|      |                             |                               |                          |       |

## تلویزیون
| سال       | عنوان                                                                     | نقش              | یادداشت         | منابع |
| --------- | ------------------------------------------------------------------------- | ---------------- | --------------- | ----- |
| ۱۹۹۳–۱۹۹۵ | کلاب میکی‌موس                                                              | خودش             | ۳ قسمت          |       |
| ۱۹۹۵      | آیا از تاریکی هراس دارید؟                                                 | جیمی لاری        | یک قسمت         |       |
| ۱۹۹۶      | عامل ناشناخته                                                             | آدام             | یک قسمت         |       |
| ۱۹۹۶      | کونگ فو: افسانه ادامه دارد                                                | کوین             | یک قسمت         |       |
| ۱۹۹۶      | قصه‌های جزیره                                                              | برک مک‌نولتی      | یک قسمت         |       |
| ۱۹۹۶      | غازهای غاز                                                                | گرک بانک         | یک قسمت         |       |
| ۱۹۹۶      | ماجراهای شرلی هلمز                                                        | شان              | یک قسمت         |       |
| ۱۹۹۶      | فلش رو به جلو                                                             | اسکات استکی      | ۲ قسمت          |       |
| ۱۹۹۶      | آماده یا نه                                                               | مت کالینسکی      | یک قسمت         |       |
| ۱۹۹۷–۱۹۹۸ | موج بزرگ                                                                  | شان هانلون       | ۴۴ قسمت         |       |
| ۱۹۹۸      | هیچ چیز برای یک گاچران خیلی خوب نیست                                      | تامی             | فیلم تلویزیونی  |       |
| ۱۹۹۸–۱۹۹۹ | هرکول جوان                                                                | هرکول            | ۵۰ قسمت         |       |
| ۱۹۹۸      | هرکول: سفرهای افسانه‌ای                                                    | زیلوس            | یک قسمت         |       |
| ۱۹۹۹      | باور نکردنی‌ها                                                             | جاش              | خلبان           |       |
| ۲۰۰۵      | من هنوز اینجا هستم: خاطرات واقعی جوانانی که در طول هولوکاست زندگی کرده‌اند | ایلیا گربر       | مستند تلویزیونی |       |
| ۲۰۱۵–۲۰۱۷ | پخش زنده شنبه شب                                                          | خودش (میزبان)    | ۲ قسمت          |       |
| ۲۰۱۹      | اشکال مورد علاقه من توسط خولیو تورس                                       | آبی پنگوئن (صدا) | فیلم تلویزیونی  |       |